# رونالد مكينون (لاعب كرة قدم أمريكية)
رونالد مكينون (بالإنجليزية: Ronald McKinnon)‏ هو لاعب كرة قدم أمريكية أمريكي، ولد في 20 سبتمبر 1973 في إيلبا في الولايات المتحدة.